# Cleonymus ceratinae
Cleonymus ceratinae är en stekelart som beskrevs av Kamijo 1996. Cleonymus ceratinae ingår i släktet Cleonymus och familjen puppglanssteklar. Inga underarter finns listade i Catalogue of Life.